# The Silence of Dean Maitland (film 1914)
The Silence of Dean Maitland è un film muto del 1914 diretto da Raymond Longford. La sceneggiatura di Lewis Scott si basa sull'adattamento teatrale dell'omonimo romanzo di Maxwell Gray, pseudonimo con cui si firmava Mary Gleed Tuttiett. Nel 1915, ne venne fatto un remake diretto da John Ince dal titolo Sealed Lips.

## Produzione
Il film fu girato a Sydney.

## Distribuzione
Distribuito dalla Fraser Film Release & Photographic Company, il film uscì nelle sale australiane il 13 giugno 1914.